# آسی-رمانس
آسی-رمانس (به فرانسوی: Acy-Romance) یک کمون در فرانسه است که در Canton of Rethel واقع شده‌است.

## خصوصیات
آسی-رمانس ۱۱٫۱۳ کیلومترمربع مساحت و ۴۳۷ نفر جمعیت دارد و ۷۳ متر بالاتر از سطح دریا واقع شده‌است.